# 克里姆林宫密谋
克里姆林宫密谋是1935年初发生在苏联的一起有关密谋刺杀苏联领导人斯大林的刑事案件。

## 历史
1934年12月基洛夫遇刺后，苏联政府开始调查相关事件，进而发现克里姆林宫保卫措施严重不足，并发现有苏联情报人员试图刺杀斯大林。该案件共调查了110个人，两人被判处死刑，最终一人被执行。该事件发生在大清洗开始之前，是导致大清洗发生的重要事件之一。